# Нікос Котзіас
Нікос Котзіас або також Нікос Коціас (грец. Νίκος Κοτζιάς; нар. 19 листопада 1950, Афіни) — грецький політик, колишній комуніст; політолог. З 27 січня 2015 до 17 жовтня 2018 міністр закордонних справ в ліво-радикальному кабінеті Алексіса Ципраса.

## Життєпис
В студентські рокі під час військової диктатури «чорних полковників» в Греції входив до молодіжної організації Єдиної демократичної лівої партії, був членом та співзасновником ЦК Комуністичної організації молоді (КМГ) (грецького аналога радянського комсомолу), де отримав прізвисько «Суслов». Пізніше став членом Центрального Комітету Комуністичної партії Греції (КПГ) і кілька раз був засуджений військовими судами.
Котзіас вивчав економіку і політологію в університетах Афін та Гіссена. Потім працював ученим у Гарварді, Оксфорді та Марбургу. У Марбурзі він був президентом Дослідницької групи Європейського Співтовариства (FEG).
Основні сфери його дослідницьких інтересів: радикальні політичні рухи та країни BRICS (Бразилія, Росія, Індія, Китай, ПАР). Котзіас вважається добрим знавцем Німеччини, але водночас також і запеклим її критиком. У своїй монографії «Зовнішня політика Греції у ХХІ столітті» Котзіас виступає за зближення з Китаєм, Індією, Росією та Бразилією. Втім він також не ставить під сумнів європейську ідентичність Греції.
З 1993 по 2008, він був на дипломатичній службі в Міністерстві закордонних справ Греції, з 2005 року у званні посла. Брав участь у роботі над Амстердамським договором та Програмою 2000, був залучений до розробки греко-турецьких відносин та Європейської Конституції.
Починаючи з 2008 він був професором з фаху «Теорія міжнародних та європейських досліджень» в університеті Пірея. Котзіас має доробок з чисельних публікацій, серед яких 24 наукові монографії, а також збірки віршів.

## Прихід до уряду
Коціас та прем'єр Ципрас належать до Коаліції радикальних лівих (СІРІЗА), яка перемогла на останніх парламентських виборах у Греції на хвилі популізму від затяжної та гострої економічної кризи в країні та розчарування населення від режиму економії, на якому наполягає Європейський Союз як умові радикальних реформ. СІРІЗА виступає проти проєвропейських реформ та проти політики санкції щодо Росії.

## Проросійська позиція
Разом зі своїм ліворадикальним урядом займає відкрито промосковську позицію. Під час засідання Ради закордонних справ ЄС у зв'язку з ескалацією конфлікту на сході України наприкінці січня 2015 Коциас відмовлявся від поглиблення санкцій проти путінського режиму і кілька раз погрожував зборам можливістю свого вето. Українському міністру Павлу Клімкіну та іншим європейським дипломатам коштувало чималих зусиль утримати Котзіаса у рамках європейського консенсусу щодо питання про санкції проти Росії.

## За федералізацію України
У інтерв'ю газеті французьких комуністів «Юманіте», одразу як тільки він обійняв посаду міністра закордонних справ, Котзіас висловився за ідею федеративної України:
…Я виступаю за ідею федеративної України. Я не розумію країни Західної Європи, коли вони кажуть, що федеративна система не є хорошим рішенням для України через росіян. Ми знаємо приклад і Федеративної Республіки Німеччини, або автономних областей в Іспанії…

## Заяви
|  | Євросоюз повинен перестати розглядати відносини з Росією виключно через призму України. ...Наростає невдоволення санкціями щодо Росії... Потрібно шукати інші інструменти, потрібно шукати інші рішення, що нас влаштують (під час зустрічі з Сергієм Лавровим 11 лютого 2015 в Москві) |

## Цікаві факти
- Одна з книжок Котзіаса зветься «Греція — боргова колонія. Європейська імперія та лідерство Німеччини».
- Афінські ЗМІ повідомляли, що Котзіас «захоплюється Путіним і запеклим російським націоналістом Олександром Дугіним»[6]. Котзіас не соромиться позувати на фото поруч із російським ідеологом євразійства та неоімперіалізму Олександром Дугіним[7].

- У квітні 2013 Коціас, тоді професор університету Пірея, запросив Дугіна до свого внз прочитати лекцію. Темою лекції було: «Міжнародні проблеми і Євразійська доктрина». В ній Дугін озвучив тезу, що Греція не повинна вступати в Євразійський Союз, а зіграти свою роль в «відтворенні європейської архітектури», зайнявши місце «східного полюса європейської ідентичності» в рамках ЄС — разом із Сербією та іншими країнами[8].